# Klasztor Metten
Klasztor Metten – barokowy klasztor benedyktynów, znajdujący się w Metten.

## Źródła
- Michael Kaufmann: Chronik der Abtei Metten 766–2016 (Entwicklungsgeschichte der Benediktinerabtei Metten, Bd. 6), Sankt Ottilien 2016. ISBN 978-3830677611